# الحصاة (الرين)
الحصاة، هي قرية من فئة (أ) تقع في محافظة الرين، والتابعة لمنطقة الرياض في السعودية. وتبعد الحصاة عن محافظة الرين بمسافة تقارب () كم.